# 아임 엔터프라이즈
주식회사 아임 엔터프라이즈(일본어: 株式会社 アイムエンタープライズ, 영어: I'm enterprise Co.,Ltd.)는 일본의 예능사무소로 주로 성우 매니지먼트를 하고 있다. 약칭은 《아임》이다.

## 개요
아트비전의 자회사로, 당시 아트비전 사장이었던 마츠다 사쿠미가 1997년에 설립하였다.
아트비전과 같이 대기업의 성우사무소이지만, 1990년대 후반부터 일어난 아트비전 소속 성우들의 대량이탈과 같이 2000년대 중순부터 아임 엔터프라이즈로부터도 이탈하는 성우가 많아지고 있다.
2002년 6월에는 공식 팬클럽 《사랑 꿈의 장남감 상자》 (이름은 팬클럽 회원의 일반 공모에 의해 결정하였다.)을 시작했지만, 위탁관리했던 회사에 의한 운영이 미치치 않은 것이나, 500엔이라는 저가격의 회비에 의한 운영이 곤란하게 되어 있는 것 등에서, 관련 사업으로서 도중에 시작한 개인별 팬클럽은 다른 회사에 위탁해 존속시켰으나 2007년 5월 31일에 해산하였다.
2007년 4월에 마츠다 사장의 불상사가 발각되어 사임한 후에는 예능사무소《마우스 프로모션》의 설립자이자 아임으로 이적해온 에자키 카시오가 사장으로 취임되었다.
성우사무소인 VIMS, 크레이지 박스가 자회사로서 존재하고 있다.

## 성우명단

### 남성
| 아 - 아마사키 코헤이 - 이시이 카즈타카 - 우치다 유우마 카 - 칸바라 다이치 - 키무라 아키토시 사 - 시모노 히로 - 스즈키 타츠히사 | 타 - 타카기 모토키 - 타카사키 타쿠로 - 탄자와 테루유키 - 토네 켄타로 나 - 나루케 요시야 - 나가츠카 타쿠마 | 하 - 하야카와 타카유키 - 히구치 켄타 - 후지요시 코지 마 - 마지마 쥰지 - 마츠오카 요시츠구 야〜와 - 야나기다 준이치 |

### 여성
| 아 - 아키호 사에코 - 이이지마 아키코 - 이시카와 모모코 - 이마이 아사카 - 이마세 미치 - 우에다 카나 - 우에하라 사야카 - 우에마츠 아키코 - 우치다 마아야 - 오이토 마리 카 - 카네코 마유미 - 키쿠치 유키코 - 쿠기미야 리에 - 쿠와타니 나츠코 | 사 - 사이토 치와 - 사쿠라이 토모 - 사토 카나미 - 시무라 유미 - 세리 아키코 타 - 타카하시 미카코 - 타카야마 유코 - 타키타 쥬리 - 타케타츠 아야나 - 타츠미 유이코 - 타무라 무츠미 - 타무라 유카리 - 츠나카케 히로미 - 테라모토 유키카 | 나 - 나카하라 마이 - 나가야마 나나 - 니고 마야코 하 - 하야미 사오리 - 히카사 요코 - 히라타 히로미 - 후지타 아사미 - 혼다 요코 | 마 - 마츠쿠라 사치코 - 마야가와 미호 야~와 - 야지마 카즈하 - 야하기 사유리 - 야마구치 아카네 - 요시다 마유미 |

## 탈퇴 및 이적성우

### 남성
- 이마제키 마사오 (2008년 3월 31일 퇴소)
- 우치노 노리유키 (현소속：연극집단 엔, 사망)
- 이시다 유이치 (2008년 4월 10일 퇴소)
- 오카자키 마사히로 (현소속：아트비전)
- 오노 요시키 (2008년 4월 10일 퇴소)
- 카네다 카즈키 (2008년 10월 31일 퇴소)
- 키무라 유지 (현소속：RME)
- 사토 시로
- 시라이시 미노루 (현소속：profit→프리랜서)
- 스즈키 치히로 (현소속：아트비전)
- 하야카와 히데노리 (2008년 4월 30일 퇴소)
- 후지와라 미츠루
- 미카미 사토시（현소속：빅머더→타카라이 프로젝트）
- 무라카미 카즈야 (현소속：CARROT HOUSE)

### 여성
- 아사노 마스미 (현소속：아오니 프로덕션)
- 이츠키 유이 (프리랜서→ 현소속：홀리 피크)
- 에노모토 아츠코 (현소속：81 프로듀스)
- 오오자와 츠무기 (2008년 4월 18일 퇴소, 현재 오피스 코튼 캔디 대표)
- 오오라이 야스코（2008년 6월 30일 퇴소)
- 오카모토 사키코 (2009년 12월 11일 퇴소)
- 사쿠라이 토모 (2001년 12월 1일 퇴소、프리로 활동하다가 2016년 9월 1일 은퇴。그후 복귀)
- 사쿠라 아야네 (2022년 2월 1일 아오니 프로덕션으로 이적)
- 타케다 코하루 (켄유 오피스로 이적후, 퇴소)
- 타나카 쿠미（옛이름：카와이 쿠미, 2007년 6월 30일에 프리랜서로 활동 후、개명 후 현재 마우스 프로모션 소속)
- 타케타츠 아야나（2005년도 소속、2012년 4월 30일에 퇴소후 어샘블하트 이적후、 프로 피트로 소속)
- 토미오카 유키코 (프리랜서)
- 나스 메구미 (프리랜서→ 현소속 ：프로덕션 바오밥)
- 히에이다 마이 (2008년 7월 31일 퇴소)
- 히가시우라 아유미
- 후루카와 사유리（옛이름：아카네 사유리, 2008년 5월 30일 퇴소했으나, 개명 후 현재 K DASH Stage 소속)
- 미즈노 마나비 (현소속 ：Versatile 엔터테인먼트→카레이도 스코프)
- 미야모토 린 (2009년 8월 31일 퇴소)
- 모리나가 리카 (프리랜서→ 현소속：EXELLEX)
- 모리모토 치에
- 야마모토 마리아（프리랜서→ 현소속：81 프로듀스)
- 유모토 에리 (2008년 3월 31일 퇴소)
- 와카바야시 나오미 (프리랜서→ 현소속：트리어스)
- 와타나베 유키 (은퇴)